# TTR (platenlabel)
TTR (Top Three Records) was een Nederlands platenlabel.
Het werd in 1980 opgericht door muziekproducent Bart van der Laar en Ruud Wijnants. Beiden waren afkomstig van CNR. Zij brachten er onder andere muziek van Babe, Benny Neyman, Corry Konings, Lenny Kuhr en Linda Williams op uit. TTR was een sublabel van de Warner Music Group. Deze had met RCA Victor wat geld in TTR gestoken, maar Bart van der Laar gaf graag geld uit en echt grote hits bleven uit. In 1981 dreigde TTR failliet te gaan, toen het bericht kwam dat Bart van der Laar vermoord was. Het kantoor was al leeggehaald door een medefinancier. In 1982 is geen uitgave meer bekend van dit label.